# مارکوس دنر
مارکوس دنر (به پرتغالی: Marco Aurélio Martins Ivo) مهاجم اهل برزیل است که در شهر ایالت ریو د ژانیرو  و در تاریخ ۱۲ مارس ۱۹۷۶ به دنیا آمده‌است.
مارکوس دنر در تیم‌های فوتبال Nova Iguaçu سابقهٔ حضور دارد.